# Дімаро
Дімаро (італ. Dimaro) — колишній муніципалітет в Італії, у регіоні Трентіно-Альто-Адідже,  провінція Тренто. З 1 січня 2016 року Дімаро є частиною новоствореного муніципалітету Дімаро-Фольгарида.
Дімаро розташоване на відстані близько 510 км на північ від Рима, 35 км на північний захід від Тренто.
Населення — 1293 особи (2014).

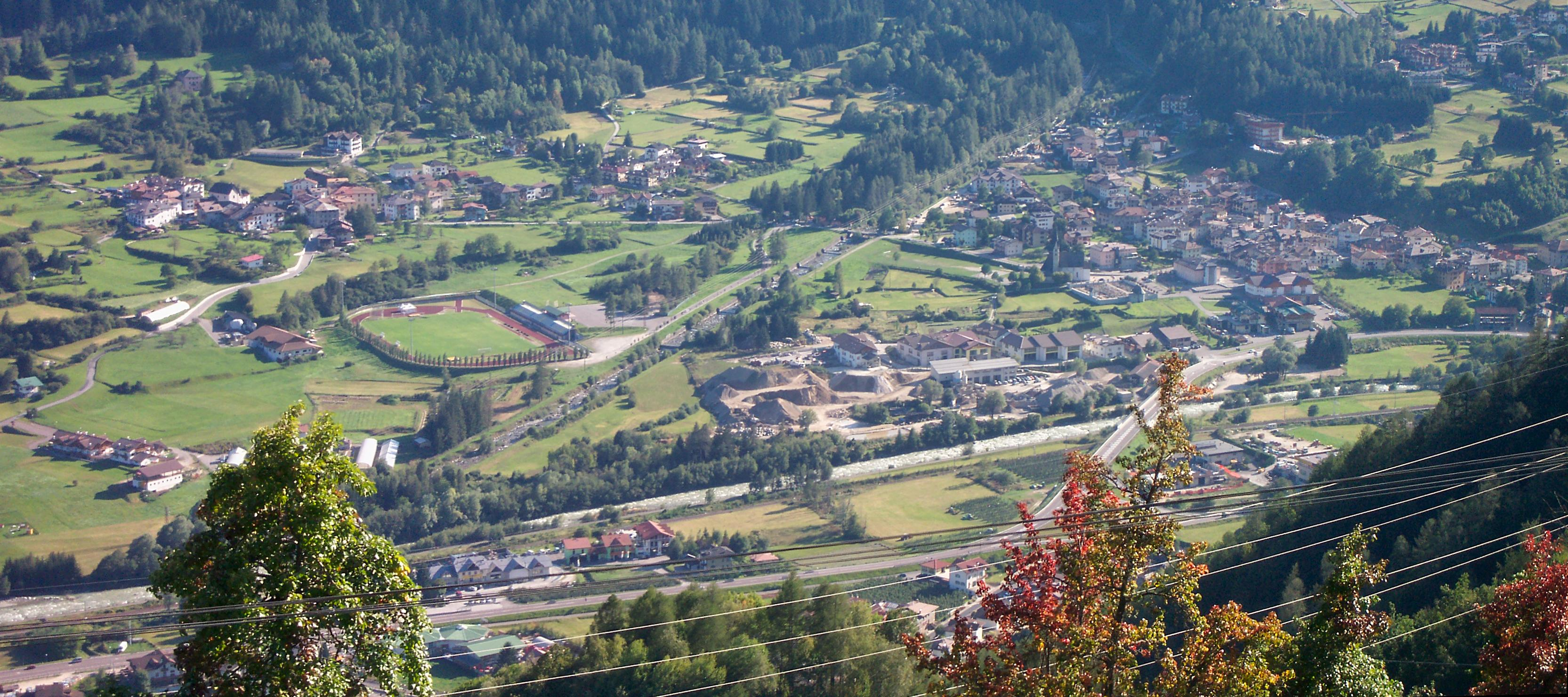

Щорічний фестиваль відбувається 10 серпня. Покровитель — Святий Лаврентій.

## Демографія
Населення за роками:

Станом на 31 грудня 2014 року в муніципалітеті офіційно проживав 131 іноземець з 19 країн, серед них 97 громадян країн Євросоюзу та 4 громадяни України.

## Сусідні муніципалітети
- Клес
- Коммеццадура
- Мале
- Монклассіко
- Пінцоло
- Раголі
- Туенно